# Campionati sloveni di sci alpino 2010
I Campionati sloveni di sci alpino 2010 si sono svolti a Kope dal 20 al 26 marzo. Il programma includeva gare di discesa libera, supergigante, slalom gigante, slalom speciale e supercombinata, tutte sia maschili sia femminili, ma la discesa libera maschile, i due supergiganti e le due supercombinate sono state annullate; è stato invece assegnato il titolo di combinata femminile attraverso i risultati di discesa libera, slalom gigante e slalom speciale.
Trattandosi di competizioni valide anche ai fini del punteggio FIS, vi hanno partecipato anche sciatori di altre federazioni, senza che questo consentisse loro di concorrere al titolo nazionale sloveno.

## Risultati

### Uomini

#### Discesa libera
La gara, originariamente in programma il 22 marzo, è stata annullata.

#### Supergigante
La gara, originariamente in programma il 24 marzo, è stata annullata.

#### Slalom gigante
| Pos. | Atleta           | Nazione  | Tempo   |
| ---- | ---------------- | -------- | ------- |
| 1    | Miha Kuerner     | Slovenia | 2:10,73 |
| 2    | Aleš Gorza       | Slovenia | 2:11,56 |
| 3    | Janez Jazbec     | Slovenia | 2:12,29 |
| 4    | Andrej Šporn     | Slovenia | 2:12,52 |
| 5    | Marc Digruber    | Austria  | 2:12,68 |
| 6    | Gašper Markič    | Slovenia | 2:12,70 |
| 7    | Roland Leitinger | Austria  | 2:12,94 |
| 8    | Martin Čater     | Slovenia | 2:12,97 |
| 9    | Matic Skube      | Slovenia | 2:13,12 |
| 10   | Natko Zrnčić-Dim | Croazia  | 2:13,53 |

Data: 26 marzo

#### Slalom speciale
| Pos. | Atleta               | Nazione     | Tempo   |
| ---- | -------------------- | ----------- | ------- |
| 1    | Matic Skube          | Slovenia    | 1:42,06 |
| 2    | Wolfgang Hörl        | Austria     | 1:42,59 |
| 3    | Kryštof Krýzl        | Rep. Ceca   | 1:42,76 |
| 4    | Mitja Dragšič        | Slovenia    | 1:42,77 |
| 5    | Aleksandr Chorošilov | Russia      | 1:43,17 |
| 6    | Dave Ryding          | Regno Unito | 1:43,45 |
| 6    | Filip Trejbal        | Rep. Ceca   | 1:43,45 |
| 8    | Bernard Vajdič       | Slovenia    | 1:44,42 |
| 9    | Patrick Jazbec       | Slovenia    | 1:44,88 |
| 10   | Klemen Kosi          | Slovenia    | 1:44,98 |

Data: 21 marzo

#### Supercombinata
La gara, originariamente in programma il 23 marzo, è stata annullata.

### Donne

#### Discesa libera
| Pos. | Atleta                 | Nazione     | Tempo   |
| ---- | ---------------------- | ----------- | ------- |
| 1    | Maruša Ferk            | Slovenia    | 1:23,40 |
| 2    | Ana Kobal              | Slovenia    | 1:24,05 |
| 3    | Anna Sorokina          | Russia      | 1:24,54 |
| 4    | Tina Robnik            | Slovenia    | 1:24,62 |
| 5    | Maja Knez              | Slovenia    | 1:24,63 |
| 6    | Melanie Meilinger      | Austria     | 1:24,93 |
| 7    | Ana Bucik              | Slovenia    | 1:25,60 |
| 8    | Vladislava Bureeva     | Russia      | 1:25,61 |
| 9    | Karolina Chrapek       | Polonia     | 1:25,63 |
| 10   | Michelle van Herwerden | Paesi Bassi | 1:25,69 |

Data: 22 marzo

#### Supergigante
La gara, originariamente in programma il 24 marzo, è stata annullata.

#### Slalom gigante
| Pos. | Atleta             | Nazione     | Tempo   |
| ---- | ------------------ | ----------- | ------- |
| 1    | Tina Maze          | Slovenia    | 2:18,31 |
| 2    | Ana Drev           | Slovenia    | 2:18,47 |
| 3    | Maruša Ferk        | Slovenia    | 2:18,99 |
| 4    | Tesa Herman        | Slovenia    | 2:21,27 |
| 5    | Katja Horvat       | Slovenia    | 2:21,80 |
| 6    | Louise Thomas      | Regno Unito | 2:21,84 |
| 7    | Ana Kobal          | Slovenia    | 2:21,91 |
| 8    | Vladislava Bureeva | Russia      | 2:21,96 |
| 9    | Anja Oman          | Slovenia    | 2:22,96 |
| 10   | Sofija Novoselić   | Croazia     | 2:23,04 |

Data: 25 marzo

#### Slalom speciale
| Pos. | Atleta           | Nazione  | Tempo   |
| ---- | ---------------- | -------- | ------- |
| 1    | Ana Drev         | Slovenia | 1:42,64 |
| 2    | Maruša Ferk      | Slovenia | 1:43,14 |
| 3    | Sara Globočnik   | Slovenia | 1:43,33 |
| 4    | Jelena Lolović   | Serbia   | 1:43,55 |
| 5    | Eli Plut         | Slovenia | 1:43,75 |
| 6    | Nika Fleiss      | Croazia  | 1:43,89 |
| 7    | Matea Ferk       | Slovenia | 1:44,72 |
| 8    | Ana Bucik        | Slovenia | 1:45,84 |
| 9    | Alja Šubic       | Slovenia | 1:46,21 |
| 10   | Elena Jakovišina | Slovenia | 1:46,91 |

Data: 20 marzo

#### Combinata
| Pos. | Atleta      | Nazione  |
| ---- | ----------- | -------- |
| 1    | Maruša Ferk | Slovenia |
| 2    | Eli Plut    | Slovenia |
| 3    | Ana Kobal   | Slovenia |

Data: 20-25 marzo